# 行政院人事行政總處公務人力發展學院
行政院人事行政總處公務人力發展學院（簡稱公務人力發展學院），為中華民國行政院人事行政總處所屬機關，負責行政院所屬機關及地方機關中高階公務人員之在職訓練，2017年7月7日成立。

## 沿革
2017年3月31日，立法院三讀通過《行政院人事行政總處公務人力發展學院組織法草案》。2017年4月19日，總統令，制定公布《行政院人事行政總處公務人力發展學院組織法》。2017年6月19日，行政院令，《行政院人事行政總處公務人力發展學院組織法》施行日期定為同年7月7日。
2017年7月7日，行政院人事行政總處下屬的公務人力發展中心與地方行政研習中心整併成立行政院人事行政總處公務人力發展學院，公務人力發展學院英文譯名沿用公務人力發展中心英文譯名「Civil Service Development Institute」，公務人力發展中心改為公務人力發展學院臺北院區，地方行政研習中心改為公務人力發展學院南投院區。公務人力發展學院臺北院區大樓原本委託福華大飯店以「公務人力發展中心福華國際文教會館」名義對外營運，公務人力發展學院成立後改以「公務人力發展學院福華國際文教會館」名義對外營運。

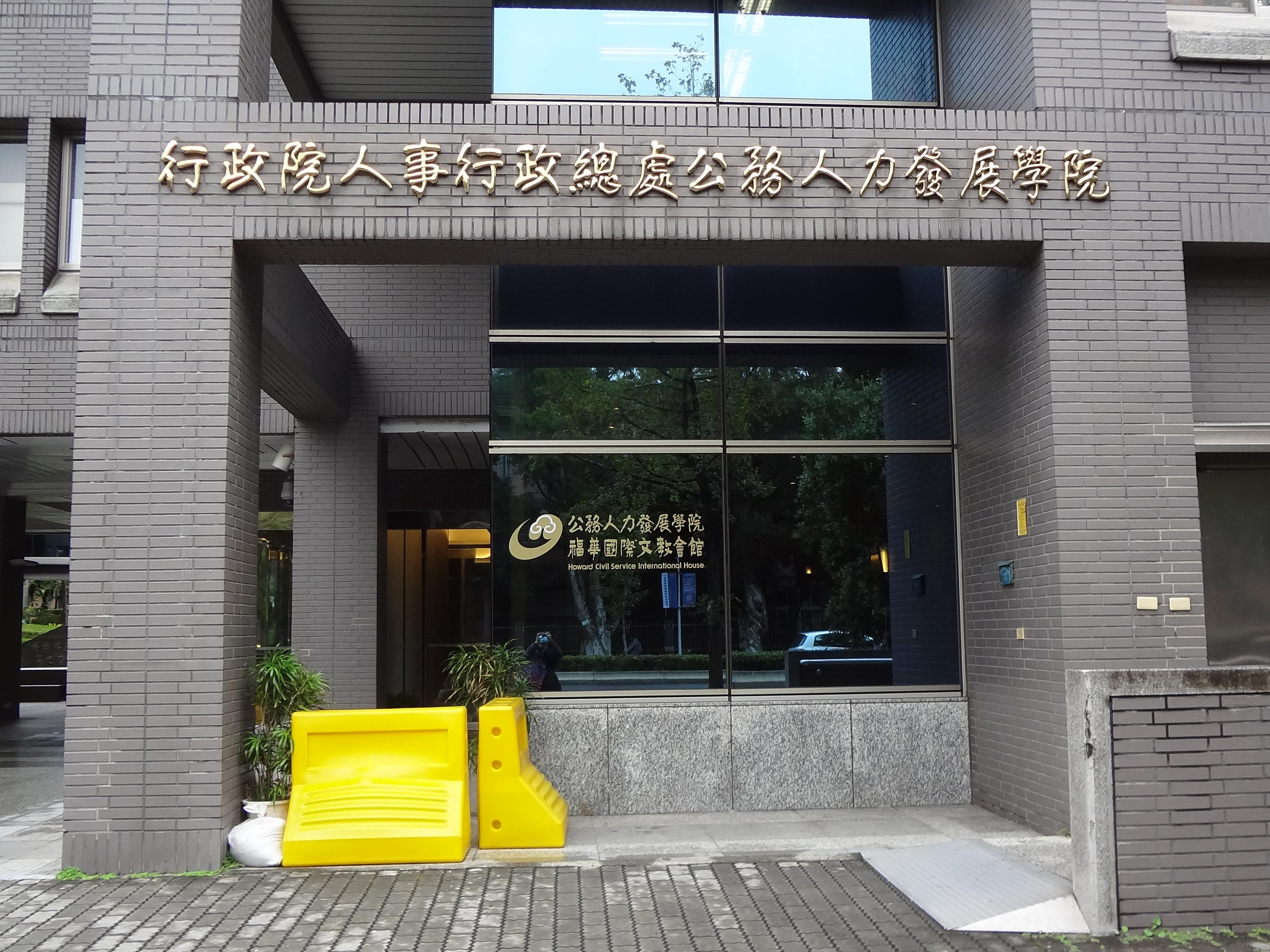
公務人力發展學院福華國際文教會館

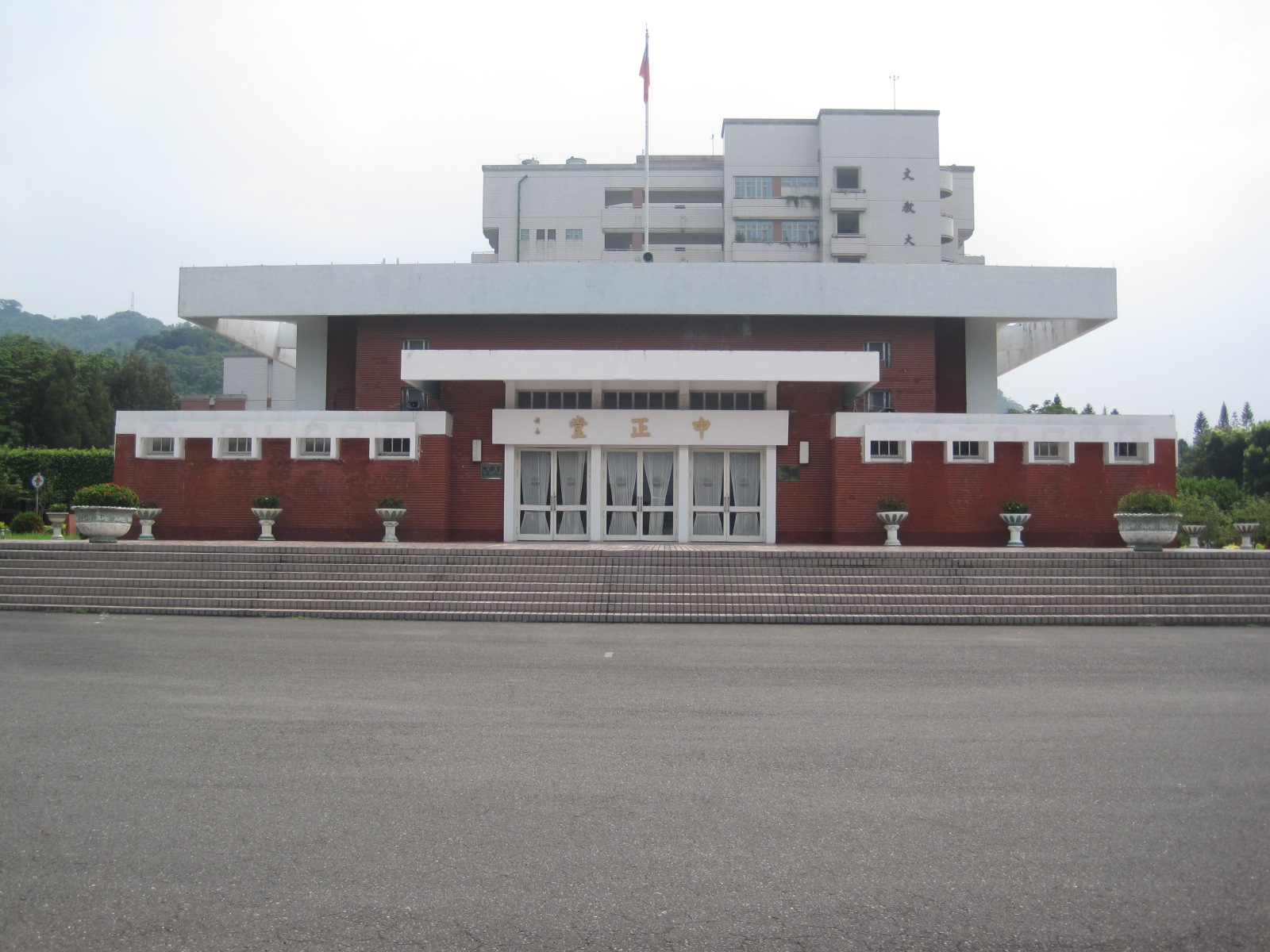
公務人力發展學院南投院區

公務人力發展學院成立時即依公務人員服務機關所在地規劃在職訓練地點，苗栗縣以北、花蓮縣、臺東縣、離島公務人員到臺北院區，其餘縣市公務人員到南投院區。

## 歷任院長
1. 城忠志（2017年7月7日－2021年7月16日）
2. 陳明忠（2021年9月17日－）

## 組織
- 院長1人
  - 副院長2人

- 綜合規劃組
- 培育發展組
- 專業訓練組
- 數位學習組
- 秘書室
- 主計室
- 人事室

## 外部連結
- 行政院人事行政總處公務人力發展學院 （页面存档备份，存于）（繁體中文）（英文）
- 公務人力發展學院福華國際文教會館[]（繁體中文）（英文）